# Fernando Perez Ponce de Leão
Fernando Peres Ponce de Leão (c. 1245 - Cádiz,Jerez de la Frontera, 1291) foi um nobre do Reino de Leão, e senhor de Puebla de Astúrias, Cangas e Tineo, foi adiantado-mor na Fronteira da Andaluzia e mordomo-mor do seu primo, o rei Afonso X de Leão e Castela “o Sábio” e aio do rei Fernando IV de Leão e Castela “o Emprazado”, rei de Castela e Leão. Foi neto do rei Afonso IX de Leão.

## Relações familiares
Foi filho de Pedro Ponce de Cabrera (m. 1248-1254), senhor de Valle de Aria e de Aldonça Alonso de Leão (1215 -?), filha bastarda do rei Afonso IX de Leão. Casou em 1280 com Urraca Guterres de Menezes (1260 -?), filha de  Guterre Suarez de Menezes, (1220 -?) rico-homem do Reino de Castela e de Elvira Nunes, de quem teve:
1. Pedro Ponce de Leão e Meneses (1280 - 1311), foi senhor de Puebla de Astúrias, Cangas e Tineo, além de Adelantado mor da fronteira da Andaluzia. Foi casado por duas vezes, a primeira com Maria Martins da Maia e a segunda com Sancha Gil de Bragança, filha de Gil Nunes de Bragança, senhor de Chacín;
2. Fernando Peres Ponce de Leão e Meneses (1285 – 1326/1331), foi Senhor de Cangas e Marchena casado com Isabel Peres de Gusmão, Senhora de Rota e de Chipiona; filha de Alonso Peres de Gusmão, Senhor de Sanlúcar de Barrameda. Foram pais de Fernando Peres Ponce de Leão, Mestre da Ordem de Alcântara. Alguns historiadores defendem que se encontra sepultado no Mosteiro de San Agustín de Sevilha.
3. Guterres Fernandes Peres Ponce de Leão (1290 -?), que foi Rico-homem em Castela e casado com Juana Fernandes de Sandoval;
4. Aldonça Peres Ponce de Leão casada com Juan Fernandes, senhor de Vilamaior;
5. Beatriz Ponce de Leão casada com João Alonso de Gusmão, 3.º Senhor de Sanlucar de Barrameda;
6. Joana Ponce de Leão e Meneses (c. 1280 -?) casada com Pedro Nunes de Gusmão, filho de Álvaro Peres de Gusmão.